# 이토 히데토
이토 히데토(일본어: 伊藤 英人, 1961년 2월~)는 일본의 언어학자이다. 주 연구 분야는 한국어학, 문헌학이다.